# Моначиновка
Моначиновка (укр. Моначинівка) — село, Моначиновский сельский совет, Купянский район, Харьковская область, Украина.
Код КОАТУУ — 6323783901. Население по переписи 2001 года составляет 749 (350/399 м/ж) человек. Село основано в 1860 году.
Является административным центром Моначиновского сельского совета, в который, кроме того, входят сёла
Василевка,
Дорошовка и
Селище.

## Географическое положение
Село Моначиновка находится на расстоянии 15 км от г. Купянск, в 5 км от реки Купянка,
на расстоянии в 1 км находится село Василевка.
Рядом проходит железная дорога, железнодорожная станция Моначиновка.
К селу примыкают небольшие лесные массивы.

## Объекты социальной сферы
Из объекты социальной сферы в селе имеется детский сад, школа, медпункт, больница, дом культуры, клуб, стадион.  

## Достопримечательности
- Братская могила советских воинов и памятник Жердию Е.Н. - Герою Советского Союза. Похоронено 75 воинов.